# Zgodovina arhitekture
Zgodovina arhitekture spremlja spremembe v arhitekturi skozi različne tradicije, regije, prevladujoče slogovne trende in obdobja. Veje arhitekture so posvetna, religiozna, pomorska, vojaška in krajinska arhitektura.

## Neolitska arhitektura
Neolitska arhitektura je arhitektura neolitskega obdobja. Čeprav so bila odkrita številna bivališča v vseh prazgodovinskih obdobjih in tudi nekateri glineni modeli, ki nam omogočajo prenovo, so le redko vključevala elemente, ki bi jih lahko povezali z umetnostjo. Nekatere izjeme zagotavljajo dekoracije sten in ugotovitve, ki veljajo enako za neolitske in eneolitske obrede in umetnost.
V južni in jugozahodni Aziji se neolitske kulture pojavijo kmalu po 10.000 pr. n. št. V jugozahodni Aziji se neolitske kulture pojavijo kmalu po 10.000 pr. n. š., sprva v Levantu (pred-keramični neolitik A in pred-keramični neolitik B) in od tam na vzhod in zahod. Zgodnje neolitske strukture in stavbe najdemo v jugovzhodni Anatoliji, Siriji in Iraku do leta 8000 pr. n. št., ko so se kmetijske družbe prvič pojavile v jugovzhodni Evropi okoli 7000 pr. n. št. (od tega so najstarejši kulturni kompleksi Starčevo-Körös-Cris, kultura linearne trakaste keramike in Vinčanska kultura.
Nekatera neolitska naselja so:
- Göbekli Tepe v Turčiji, ca. 9000 pr. n. št.
- Antični Jeriho v Levantu, neolitik iz okoli 8350 pr. n. št., ki izhaja iz starejše epipaleolitske natufske kulture
- Nevalı Çori v Turčiji, pribl. 8000 pr. n. št.
- Çatalhöyük v Turčiji, 7500 pr. n. št.
- Mehrgarh v Pakistanu, 7000 pr. n. št.
- Knap of Howar in Skara Brae, Orkneyjski otoki, Škotska, od 3500 pr. n. št.
- več kot 3000 naselbin Cucutensko-tripiljske kulture, nekatere s populacijo do 15.000 prebivalcev, je cvetelo v današnji Romuniji, Moldaviji in Ukrajini od 5400 do 2800 pr. n. št.

Neolitski ljudje v Levantu, Anatoliji, Siriji, severni Mezopotamiji in Srednji Aziji so bili veliki graditelji, ki so uporabljali blatno opeko za gradnjo hiš in vasi. Na Çatalhöyüku so bile hiše ometane in poslikane z dovršenimi prizori človeka in živali. Sredozemske neolitske kulture Malte so častile v megalitskih templjih.
V Evropi je bila neolitska dolga hiša z lesenim okvirjem, poševno slamnato streho in zidovi, zgrajenimi iz prepleta šibja in zametana z blatom. Izdelali so tudi grobnice za mrtve. Ti grobovi so še posebej številni na Irskem, kjer jih je še vedno ohranjenih več tisoč. Neolitski ljudje na britanskih otokih so gradili dolge gomile in grobnice s komorami za svoje mrtve, henge in razne krožne spomenike.

## Arhaična arhitektura

### Antična Mezopotamija
Starodavna Mezopotamija je najbolj znana po gradnji objektov iz blatne opeke in gradnji ziguratov, verskih templjev, namenjenih čaščenju bogov in boginj Mezopotamije. Beseda zigurat je oblika akadske besede ziqqurratum, ime, ki za trdnim stopničastim stolpom iz blatne opeke. Izhaja iz glagola zaqaru, 'biti visok'. Stavbe so opisane kot gore, ki povezujejo Zemljo in nebesa. Veliki Zigurat v Uru, ki ga je izkopal Leonard Woolley, v osnovi meri 64 x 46 metrov in je bil prvotno visok 12 metrov v treh etažah. Zgrajen je bil pod Ur-Nammujem (okoli 200 pr. b. št.) in obnovljen pod Nabonidom (555-539 pr. n. št.), ko je bil povišan do verjetno sedmih etaž.

### Egipčanska arhitektura
V Starem Egiptu in drugih zgodnjih družbah so ljudje verjeli v vsemogočnost bogov, saj so se številni vidiki vsakdanjega življenja izvajali glede na idejo o božanskem ali nadnaravnem in kako se je to manifestiralo v smrtnih ciklih generacij, let, letnih časov, dni in noči. Žetev, na primer, je veljala za dobrohotnost božanstev plodnosti. Tako so ustanavljanje in urejanje mesta in njenih najpomembnejših zgradb (palača ali tempelj) pogosto izvajali duhovniki ali celo sam vladar, gradnjo pa so spremljali rituali, namenjeni človeškemu delovanju v nadaljevanje božjega blagoslova.
Za staro arhitekturo je značilna ta napetost med božanskim in smrtnim svetom. Mesta bi označevala zaokrožen sveti prostor nad puščavo narave zunaj, tempelj ali palača pa je nadaljevala ta red, tako da je delovala kot hiša bogov. Arhitekt, duhovnik ali kralj, ni bil edina pomembna osebnost; bil je le del nenehne tradicije.

### Perzijska arhitektura
Predislamski slog črpa od 3-4 tisoč let arhitekturnega razvoja iz različnih civilizacij iranske planote. Islamska arhitektura Irana v zameno črpa ideje iz svojega predislamskega predhodnika in ima geometrijske in ponavljajoče se oblike, pa tudi površine, ki so bogato okrašene z emajliranimi ploščicami, izklesanimi štukaturami, vzorčastimi zidaki, cvetličnimi motivi in kaligrafijo.
UNESCO priznava Iran kot eno od zibelk civilizacije .
V vsakem od obdobij Elamitov, Ahemenidov, Partov in Sasanidov so bili ustvarjalci velike arhitekture, ki se je skozi stoletja širila in bila sprejeta v oddaljenih kulturah. Čeprav je Iran utrpel svoj delež uničenja, vključno z odločitvijo Aleksandra Velikega, da požge Perzepolis, je dovolj ostankov, da se oblikuje slika njene klasične arhitekture.
Ahemenidi so gradili v velikem obsegu. Umetniki in materiali, ki so jih uporabljali, so bili pripeljani iz skoraj vseh ozemelj, saj so bili takrat največja država na svetu. Pasargad je postavila standard: mesto je bilo postavljeno v obsežen park z mostovi, vrtovi, palačami s kolonado in odprtimi paviljoni. Pasargad skupaj s Suso in Perzepolisom so izrazili avtoriteto kralja kraljev, stopnišča slednjega pa so v reliefnem načinu zapisali ogromen obseg cesarske meje.
S pojavom Partov in Sasanidov se je pojavila nova oblika. Partske novosti so v času Sasanidov polno cvetele z masivnimi banjasto obokanimi prostori, trdnimi zidanimi kupolami in visokimi stebri. Ta vpliv naj bi ostal v prihodnjih letih. Okroglost mesta Bagdad v abasidski dobi na primer kaže na njene perzijske vzore, kot je Firouzabad v provinci Fars. Oblikovalca, ki ju je Al Mansur najel za načrtovanje mesta, sta bila Naubakht, nekdanji perzijski zoroastrijanec, ki je tudi ugotovil, kdaj bo datum ustanovitve mesta astrološko ugoden in Mashallah, nekdanji Jud iz Horasana. Ruševine Perzepolisa, Ktezifona, Jirofta, Tepe-Sialka, Pasargada, Firouzabada, Arg-Bama in tisoče drugih ruševin nam lahko da le daljni vpogled v to, kako so Perzijci prispevali k umetnosti gradnje.
Padec Sasanidskega cesarstva pod islamskimi silami je ironično pripeljal do ustvarjanja izjemnih verskih objektov v Iranu. Umetnosti, kot so kaligrafija, štukature, ogledala in mozaična dela, so se v Iranu tesno povezala z arhitekturo v novem obdobju. Arheološka izkopavanja so zagotovila zadostno dokumentacijo v podporo vplivom sasanidske arhitekture na arhitekturo islamskega sveta. Mnogi strokovnjaki menijo, da je obdobje perzijske arhitekture od 15. do 17. stoletja najbolj briljantno v postislamskem obdobju. Različne strukture, kot so mošeje, mavzoleji, bazarji, mostovi in različne palače, so preživele večinoma iz tega obdobja.
V stari perzijski arhitekturi so zanimive polkrožne in ovalne oblike, kjer so safavidski arhitekti pokazali svoje izjemne sposobnosti pri izdelavi velikih kupol. Po besedah nemškega arheologa D. Huffa je kupola prevladujoč element perzijske arhitekture. Kupole so pogosto vidne v strukturi bazarjev in mošej, zlasti v obdobju Safavidov v Isfahanu. Iranske kupole se odlikujejo po višini, deležu elementov, lepoti oblike in okroglosti stebla kupole. Zunanje površine kupol so večinoma mozaično prekrite in ustvarjajo čarobni pogled. Safavidski Isfahan je poskušal doseči veličino v obsegu (trg Nakš-e Džahan je šesti največji trg na svetu) znanja o gradnji visokih stavb z velikimi notranjimi prostori. Kakovost okraskov pa se je v primerjavi s 14. in 15. stoletjem zmanjšala.
Velike mošeje v Horasanu, Isfahanu in Tabrizu so uporabile lokalno geometrijo, lokalne materiale in lokalne metode gradnje, da bi na svoj način izrazile red, harmonijo in enotnost islamske arhitekture. In ko preučujemo glavne spomenike islamske perzijske arhitekture, razkrivamo kompleksne geometrijske odnose, preučevano hierarhijo oblike in ornamenta ter velike globine simbolnega pomena.

## Antična arhitektura

### Starogrška arhitektura
Arhitektura in urbanizem Grkov in Rimljanov se je zelo razlikovala od arhitekture Egipčanov in Perzijcev. Državljansko življenje je postalo pomembno za vse člane skupnosti. V času antike je verske zadeve obravnaval le vladajoči razred, v času starih Grkov pa je verski misterij preskočil meje tempeljskih zidov in je bil predmet ljudi ali polisa.
Grško državljansko življenje so podpirali novi, odprti prostori, imenovani agora, ki so bili obdani z javnimi zgradbami, trgovinami in templji. Agora je utrdila novo spoštovanje do socialne pravičnosti, ki je bila sprejeta z odprto razpravo in ne z ukazom vladarja. Čeprav je božanska modrost še vedno vodila človeške zadeve, so bili življenjski obredi starih civilizacij vpisani v prostor, v poti, ki so na primer vodile proti akropoli. Vsak kraj je imel svojo naravo, postavljeno v svet, ki  je odseval skozi mite, zato so bili templji postavljeni na vrhu gore, da bi bili bližje nebes.
Grška arhitektura je bila običajno oblikovana iz stebrov in preklad in iz kamna. Večina ohranjenih stavb je templjev, ki temeljijo na strogih pravilih razmerij. Ti templji so običajno imeli peristil (zunanji prostor z (običajno dorskimi) stebri) in tri oddelke na sredini, ki so bili: 1. pronaos (vhod), 2. glavna cela ali naos (kjer je bil kip boga ali boginje in zgrajen oltar) in 3. opistodom za celo.

### Rimska arhitektura
Rimljani so osvojili grška mesta v Italiji že okrog tristo let pred našim štetjem in kasneje velik del zahodnega sveta. Rimski problem vladanja je vključeval enakopravnost različnih - od Španije do Grčije, Makedonije do Kartagine - ko se je rimska oblast razširila širom po znanem svetu in nešteto različnih kultur, ki so tvorile to ecumene in so predstavljale nov izziv za pravo.
Eden od načinov pogleda na enotnost rimske arhitekture je z novoustanovljena uresničitev teorije, ki je izhajala iz prakse in bila prostorsko utelešena. Civilno se to dogaja v rimskem forumu (podoben grški agori), kjer se udeležba javnosti vse bolj odstranjuje iz konkretnega izvajanja obredov in predstavlja okras arhitekture. Tako končno vidimo začetek sodobnega javnega trga v Forum Iulium, ki ga je začel Julij Cezar, kjer se stavbe preko fasade predstavljajo kot upodobitve v prostoru.
Kot so Rimljani izbrali predstavitve svetosti nad dejansko svetimi prostori za sodelovanje v družbi, je bila komunikativna narava prostora odprta za človeške manipulacije. Nič od tega ne bi bilo mogoče brez napredka rimskega inženirstva in gradnje ali na novo najdenih marmornih kamnolomov, ki so bili vojni plen; izumi, kot so lok in beton, so rimski arhitekturi dali povsem novo obliko, ki je znala zapreti prostor v napetih kupolah in kolonadah, oblikovala temelje cesarskega vladanja in državljanskega reda. To je bil tudi odziv na spreminjajoče se družbeno ozračje, ki je zahtevalo nove stavbe vse večje kompleksnosti – kolosej, stanovanjski blok, večje bolnišnice in akademije. Začela se je graditi splošna civilna gradnja, kot so ceste, rimski akvadukt in mostovi.
Rimljani so pogosto uporabljali in razvijali lok, obok in kupolo, ki so bili v preteklosti le malo uporabljeni, zlasti v Evropi. Njihova inovativna uporaba rimskega betona je olajšala gradnjo številnih javnih zgradb, ki so bile v celotnem cesarstvu pogosto brez primere. Med njimi so rimski templji, rimske terme, rimski mostovi, rimski vodovodi, rimska pristanišča, triumfalni loki, rimsko gledališče, amfiteatri, palače rimskih cirkusov, mavzoleji, bazilike, v poznem cesarstvu pa tudi cerkve.
Rimske kupole so dovoljevale gradnjo obokanih stropov in omogočile velike pokrite javne prostore, kot so javne kopeli, kot so Dioklecijanove terme ali monumentalni Panteon v Rimu.
Umetnostni zgodovinarji, kot je bil Gottfried Richter v 1920-ih, so rimsko arhitekturno inovacijo opredelili kot slavolok in je videti, kako se je ta simbol moči preoblikoval in uporabil v krščanskih bazilikah, ko je bilo Zahodno rimsko cesarstvo v zadnjih vzdihljajih: lok je bil postavljen pred oltarjem, da simbolizira Kristusovo zmagoslavje in posmrtno življenje. V impresivnih akvaduktih vidimo zmagovit lok, še posebej v številnih ohranjenih primerih, kot sta Pont du Gard, akvadukt v Segoviji in drugih ostankih rimskih akvaduktov. Njihovo preživetje je dokaz trajnosti materialov in oblikovanja.

### Bizantinska arhitektura
Bizantinsko cesarstvo se je postopoma pojavilo kot posebna umetniška in kulturna entiteta iz Rimskega cesarstva po letu 330, ko je rimski cesar Konstantin I. Veliki preselil glavno mesto vzhodno od Rima v Bizanc (pozneje preimenovan Konstantinopel in zdaj imenovan Carigrad). Cesarstvo je trajalo več kot tisočletje, kar je dramatično vplivalo na srednjeveško in renesančno arhitekturo v Evropi in, potem ko so Turki leta 1453 zajeli Konstantinopel, vodilo neposredno v arhitekturo Osmanskega cesarstva.
Zgodnja bizantinska arhitektura je bila zgrajena kot nadaljevanje rimske arhitekture. Slogovni pomik, tehnološki napredek, politične in teritorialne spremembe so pomenile, da se je postopoma pojavil poseben slog, ki je prinesel določene vplive iz Bližnjega vzhoda in uporabil tloris grškega križa v cerkveni arhitekturi. Geometrijsko bolj kompleksne stavbe iz opeke in ometa so bile zgrajene poleg kamnitih pri gradnji pomembnih javnih objektov, klasični slogi so se uporabljali bolj svobodno, mozaiki so nadomeščali izrezljane dekoracije, kompleksne kupole so ležale na masivnih slopih in okna so filtrirala svetlobo skozi tanke liste alabastra, ki nežno osvetljuje notranjost.

## Islamska arhitektura
Zaradi razsežnosti islamskih osvajanj islamska arhitektura zajema širok spekter arhitekturnih slogov od ustanovitve islama do danes. Oba, versko in posvetno oblikovanje, sta vplivala na oblikovanje in gradnjo stavb in struktur znotraj in zunaj sfere islamske kulture. Islamska arhitektura je običajno zasnovana na ideji, ki se nanaša na sekularno ali versko. Nekatere značilne strukture v islamski arhitekturi so mošeja, grobnica, palača, kopališče in utrdba, čeprav so islamski arhitekti seveda uporabljali tudi svoje značilne oblikovne predpise za domačo arhitekturo.
Široka in dolga zgodovina islama je privedla do številnih lokalnih arhitekturnih slogov, kot so abasidski, perzijski, mavrski, timuridski, osmanski, fatimidski, mameluški, mogulski, indo-islamski, kitajski islamski in afro-islamski slog arhitekture. Med pomembne islamske arhitekturne tipe spadajo zgodnje abasidske stavbe, mošeje tipa T in anatolske mošeje s centralno kupolo. Islam ne spodbuja čaščenja idolov, zato je arhitektura opremljena z arabsko kaligrafijo iz Korana, namesto z ilustracijami prizorov.

## Afrika
Etiopska arhitektura (vključno s sodobno Eritrejo) se je razširila iz aksumitskega sloga in vključila nove tradicije s širitvijo etiopske države. Slogi so vključevali več lesenih in okroglih struktur v ljudsko arhitekturo v središču države in na jugu, ti slogovni vplivi pa so se pokazali tudi v gradnji cerkva in samostanov. V srednjem veku se je ohranila aksumitska arhitektura in vplivi ter toga tradicija, ki je najmočneje vplivala na zgodnjesrednjeveška (pozno aksumitska) in zagveška obdobja (ko so bile izklesane cerkve v Lalibeli). V srednjem veku in zlasti od 10. do 12. stoletja so bile cerkve izklesane v kamen po vsej Etiopiji, zlasti v najsevernejši pokrajini Tigray, ki je bila srce Aksumitskega kraljestva. Vendar pa so kamnite cerkve najdene tudi daleč na jugu kot v Adadi Marjam (15. stoletje), približno 100 km južno od Adis Abebe. Najbolj znan primer etiopske skalne arhitekture je 11 monolitnih cerkva v Lalibeli, izklesanih iz rdečega vulkanskega tufa, ki je v okolici mesta. Čeprav kasnejši srednjeveški hagiografisti pripisujejo vseh 11 struktur istoimenskemu kralju Lalibela (mesto se je imenovalo Roha in Adefa pred njegovo vladavino), novi dokazi kažejo, da so bili zgrajeni ločeno v obdobju nekaj stoletij in le nekaj izmed njih, novejše, so bile zgrajene pod njegovo vladavino. Arheolog in poznavalec David Phillipson napoveduje, da je bila Bete Gebriel-Rufa'el pravzaprav zgrajena v zelo zgodnjem srednjeveškem obdobju, nekje med letoma 600 in 800, prvotno kot utrdba, kasneje pa v cerkev.
V zgodnjem novem veku se je s prihodom portugalskih jezuitskih misijonarjev v 16. in 17. stoletju začelo črpanje novih raznolikih vplivov, kot sta baročni, arabski, turški in Gujarati indijski slog. Portugalski vojaki so sprva prišli sredi 16. stoletja kot zavezniki za pomoč Etiopiji v njenem boju proti Adalu, kasneje pa so jezuiti upali, da bodo spremenili državo. Nekateri turški vplivi so morda vstopili v državo v poznem 16. stoletju med vojno z Osmanskim cesarstvom (glej ejalet Habeš), kar je privedlo do večje gradnje utrdb in gradov. Etiopija, ki je seveda lahko branljiva zaradi svojih številnih gorskih vrhov (amba) in razgibanega terena in je le malo uporabljala te strukture, v nasprotju z njihovimi prednostmi na ravnem terenu v Evropi in na drugih območjih. Gradovi so bili zgrajeni predvsem v času vladavine Sarsa Dengela okoli jezera Tana, kasnejši cesarji pa so ohranili tradicijo in nastali so Fasil Ghebbi (kraljevi utrjen grad) v novo ustanovljeni prestolnici (1635), Gondar. Cesar Susenyos I. (vladal 1606-1632) se je leta 1622 spreobrnil v katolicizem in ga poskušal uvrstiti v državno religijo, ki jo je razglasil od leta 1624 do njegovega odstopa; v tem času je zaposloval arabske, gudžaratske (ki so jih pripeljali jezuiti) in jezuitske zidarje in njihove sloge, pa tudi lokalne zidarje, med njimi etiopske Jude. Z vladanjem njegovega sina Fasilidesa je bila večina teh tujcev izgnana, čeprav so bili nekateri njihovi arhitekturni slogi vključeni v prevladujoč etiopski arhitekturni slog. Ta slog rodbine Gondarine se je nadaljeval v 17. in 18. stoletje, še posebej pa je vplival na sodobne sloge 19. stoletja in poznejše. 
Veliki Zimbabve je bilo največje srednjeveško mesto v podsaharski Afriki. Do konca 19. stoletja je večina stavb odražala modni evropski eklekticizem in posnemala sredozemske ali celo severnoevropske sloge.
Na zahodnem območju Sahela je bil islamski vpliv največji dejavnik, ki je prispeval k razvoju arhitekture poznejšega obdobja Kraljevine Gane. V Kumbi Salehu so domačini živeli v domovih kritih s kupolo v kraljevem delu mesta, v velikem ograjenem prostoru. Trgovci so živeli v kamnitih hišah v delu, ki je imel 12 lepih mošej, kot je opisal Al-Bakri, pri čemer je bila ena namenjena molitvi v petek. Kralj naj bi imel več dvorcev, od katerih je bil en dolg 66 metrov, širok 40 metrov, imel sedem prostorov, visok je bil dve nadstropji in imel stopnišče; z zidovi in prostori, napolnjenimi s kipi in slikami.
Sahelska arhitektura je sprva rasla iz dveh mest Djenné in Timbuktu. Mošeja Sankore v Timbuktuju, zgrajena iz blatnih opek in lesa, je bila po slogu podobna Veliki mošeji Djenné. Vzpon kraljestev v zahodnoafriški obalni regiji je ustvaril arhitekturo, ki se je opirala na avtohtone tradicije in uporabljala les. Slavno mesto Benin, ki ga je uničila kazenska ekspedicija, je bil velik kompleks domov iz gline, s strehami pokritimi s skodlami ali palmovimi listi. Palača je imela zaporedje ceremonialnih sob in je bila okrašena z medeninastimi ploščicami.
Običajna vrsta hiš v podsaharski Afriki so bili panjem podobne strukture, ki so bile izdelane iz kroga kamnov s kupolasto streho. Starodavno ljudstvo Bantujci so uporabljali to vrsto hiš, ki je bila narejena z blatnih opek, prepleta palic in kravjim gnojem.

## Južna Azija

### Indijska arhitektura
Indijska arhitektura obsega široko paleto geografsko in zgodovinsko razširjenih struktur, ki jo je spremenila zgodovina indijske podceline. Posledica tega je razvojna paleta arhitekturne produkcije, ki je kljub temu, da je težko identificirati en sam reprezentativni slog, vseeno  ohranila določeno stopnjo kontinuitete skozi zgodovino. Raznolikost indijske kulture je predstavljena v njeni arhitekturi. Je mešanica starodavnih in raznolikih avtohtonih tradicij s tipi stavb, oblikami in tehnologijami iz Zahodne in Srednje Azije ter Evrope. Arhitekturni slogi segajo od hindujske arhitekture do islamske arhitekture do zahodne klasične arhitekture do moderne in postmoderne arhitekture.
Indijska urbana civilizacija je sledljiva do Mohendžo-daro in Harapa, zdaj v Pakistanu. Od takrat se je nadaljeval razvoj indijske arhitekture in gradbeništva, ki se je manifestiralo v templjih, palačah in utrdbah po Indijski podcelini in sosednjih regijah. Arhitektura in gradbeništvo sta bili znani kot sthapatja-kala, dobesedno 'umetnost konstruiranja'.
Templja Aihole in Pattadakal sta prva znana primera hindujskih templjev. Obstajajo številni hindujski in budistični templji, ki so znani kot odlični primeri indijske arhitekture izklesane v skali. Po J. J. O'Connorju in E. F. Robertsonu , so bile Šulba sutre dodatki k Vedam, ki so določale pravila za izdelavo oltarjev. »Vsebujejo precej geometričnega znanja, a se je matematika razvijala ne zaradi nje same, ampak zgolj za praktične verske namene«.
V času Kušanskega cesarstva in Maurijskega cesarstva je indijska arhitektura in gradbeništvo doseglo regije, kot sta Balučistan in Afganistan. Izločeni so bili kipi Bude, ki so prekrivali celotne gorske pečine, tako kot v Bude iz Bamijana v Afganistanu. V nekem času se je starodavna indijska umetnost gradnje mešala z grškimi slogi in se razširila v osrednjo Azijo. Vključuje arhitekturo različnih dinastij, kot so arhitektura Hojsala, arhitektura Vidžajanagara in zahodna arhitektura Čalukja.
Vlada Delhijskega sultanata, Dekanskega sultanata in Mogulskega cesarstva je pripeljala do razvoja indo-islamske arhitekture, sloga, ki je združeval islamske vplive s tradicionalnimi indijskimi slogi.
V čadu Britanske Indije se je razvil nov slog arhitekture, znan kot neo-indo-saracenski slog, ki je vključeval različne stopnje indijskih elementov v britanski slog. Cerkve in samostani v Goi so nastali v indijskem baročnem arhitekturnem slogu pod vodstvom najuglednejših arhitektov tistega časa. So odličen primer mešanja tradicionalnih indijskih slogov z zahodnoevropskimi.

### Budistična arhitektura
Budistična religiozna arhitektura se je razvila na indijski podcelini. Tri vrste struktur so povezane z versko arhitekturo zgodnjega budizma: samostani (vihara), kraji za čaščenje relikvij (stupa) in svetišča ali molitvene dvorane (čaitja, imenovane tudi čaitja griha), ki so se kasneje v nekaterih mestih imenovali templji.
Začetna funkcija stup je bila čaščenje in varovanje relikvij Gautama Bude. Najzgodnejši primer stupe je v Sanči (Madja Pradeš).
V skladu s spremembami v verski praksi so se v čaitja-grihas (molitvene dvorane) postopoma vključevale stupe. Primeri so kompleksi jam Adžanta in jame Elora (Maharaštra). Tempelj Mahabodi v Bodh Gaji v Biharju je še en znan primer.
Pagoda je evolucija indijske stupe.

## Jugovzhodna Azija

### Kamboška (Kmerska) arhitektura
Glavni dokaz kmerske arhitekture in vrhunec za kmersko civilizacijo ostajajo verske stavbe, ki so precejšnje in zelo raznolike po velikosti. Namenjene so bile nesmrtnim bogovom in ker so bile zgrajeni iz trajnih materialov iz opeke, laterita in peščenjaka, so mnoge preživele do danes. Običajno so bile obkroženi z ograjenimi prostori, da bi jih zaščitili pred zlobnimi silami, vendar se je pogosto pojavila zmeda, ko je ograjen tempelj del mesta, v katerem je bil.
Tempelj Angkor Wat je odličen primer kmerske arhitekturne mojstrovine, ki ga je zgradil kralj Suryavarman II. v 12. stoletju. Kljub dejstvu, da je star več kot 800 let, še vedno ohranja najvišje mesto na svetu kot največja verska struktura na svetu.

#### Arhitekturni slogi
V Kambodži je opisanih 14 arhitekturnih slogov, kot sledi : 
| Slog            | obdobje                       | vladar                                                          | Templji | značilnosti |
| --------------- | ----------------------------- | --------------------------------------------------------------- | --- | --- |
| Sambor Prei Kuk | 610-650                       | Isanavarman I., Bhavavarman II.                                 | Skupina Sambor Prei Kuk templjev Okrogli, navadni koloneti s kapiteli, ki vključujejo okrasno čebulo.                                                                                          | |
| Prei Khmeng     | 635-700                       | Džajavarman I.                                                  | | Mojstrovine kiparstva, vendar redka arhitektura; koloneti večji, bolj okrašeni; splošni upad standardov. |
| Kompong Preah   | 700-800                       | različni                                                        | Ak Yum | Več dekorativnih obročev na kolonetah, ki ostanejo cilindrični. Nadaljevanje gradnje iz opeke. |
| Kulen           | 825-875                       | Džajavarman II.                                                 | Damrei Krap | Nadaljevanje pred-angkorskega obdobja, vendar obdobje inovacij in zadolževanja, kot na primer iz Cham templjev. Stolp je večinoma kvadraten in relativno visok. V glavnem iz opeke z lateritnimi stenami in kamnitimi vrati. Pojavijo se kvadratni in osmerokotni koloneti. |
| Preah Ko        | 877-886                       | Indravarman I., Džajavarman III.                                | Preah Ko, Bakong, Lolei | Enostaven tloris: en ali več opečnih stolpov s kvadratnim tlorisom. Prva pojavitev koncentričnih ograd ter gopura (vhodni stolp) in knjižnic. Dekorativne 'leteče palače' so zamenjale dvarapalas in devatas v nišah. Prva velika tempeljska gora v Bakongu. |
| Bakheng         | Jasovarman I., Haršavarman I. | Phnom Bakheng, Phnom Krom, Phnom Bok, Baksei Chamkrong (trans.) | Razvoj templja. Večja uporaba kamna, zlasti pri večjih templjih in bolj dekorativni kamni. | |
| Koh Ker         | 921-944                       | Džajavarman IV.                                                 | Skupina Koh Ker templjev | Lestvica stavb se zmanjšuje proti središču. Opeka je še vedno glavni material, vendar se uporablja tudi peščenjak. |
| Pre Rup         | 944-968                       | Rajendravarman                                                  | Pre Rup, Vzhodni Mebon, Bat Chum, Kutisvara | Prehodno med Koh Ker in Banteay Srei. Dolge dvorane delno obkrožajo svetišče. Zadnji veliki spomeniki v ometani opeki, večja uporaba peščenjaka. |
| Banteay Srei    | 967-1000                      | Džajavarman V.                                                  | Banteay Srei | Okrašen, superponiran pediment, osežen zatrep, bogata in globoka rezbarija. Opeko nadomesti kamen in laterit. Videz prizorov v pedimentih. Čudoviti devatas z nežnimi izrazi. |
| Khleang         | 968-1010                      | Džajavarman V.                                                  | Ta Keo, Khleangs, Phimeanakas, kraljeva palača | Prva uporaba galerij. Križaste gopure. Osmerokotni koloneti. Omejena dekorativna rezbarija. |
| Baphuon         | 1050-1080                     | Udayadityavarman II.                                            | Baphuon, Zahodni Mebon | Vrnitev v bogato rezbarjenje: cvetlični motivi, pa tudi preklade s prizori. Nagi brez glave. V templju Baphuon se pojavijo reliefi, ki so rezbarjeni z živahnimi prizori, obdani z majhnimi ploščami, pogosto v narativnem zaporedju. |
| Angkor Vat      | 1080-1175                     | Džajavarman VI., Surjavarman II., Jasovarman II.                | Angkor Vat, Banteay Samré, Thommanon, Chau Say Tevoda, Beng Mealea, nekaj v Preah Pithu, Phimai in Phnom Rung                                                                                  | Visok klasični slog kmerske arhitekture. Popolnoma razviti stožčasti stolpi z rezbarskim profilom. Galerije širše in s pol galerijami na eni strani. Koncentrična ohišja, povezana z aksialnimi galerijami. Nagi z oblečenimi glavami, naga balustrade se dvigne iz tal. Iznajdba križno oblikovane terase. Bogato izrezljana nadstropja in drugi okraski. Bas-reliefi, apsare.                       |
| Bayon           | 1181-1243                     | Džajavarman VII., Indravarman II.                               | Ta Prohm, Preah Khan, Neak Pean, Ta Som, Ta Nei, Angkor Thom, Prasat Chrung, Bayon, terasa slonov, Ta Prohm Kel, Krol Ko, Prasat Suor Prat, Banteay Chhmar, Hospital kapela, Džajatataka bazen | Zadnji veliki slog. Hitra gradnja, pogosto v lateritu ne kamnu, rezbarije manj elegantne. Kompleksni načrti, ogromni templji. V Kambodži so stolpi z obrazom in zgodovinskimi pripovednimi bas reliefi. Tri obdobja: 1. veliki kompleksni templji na enem nivoju, 2. stolpi z obrazi in avenije velikanov, ki nosijo nage, 3. upad gradbenih standardov, devatas pridobi slog diadema iz Angkor Vata. |
| Post Bayon      | 1243-15. st.                  | Džajavarman VIII. In drugi                                      | Terase kralja gobavca, Preah Pithu, Preah Palilay (prilagoditev v tempelj) | Inverzija križno oblikovane terase, pot na stebrih, nizki ali visoki. |

### Indonezijska arhitektura
Arhitektura Indonezije odraža tako kulturno raznolikost regije kot njeno bogato zgodovinsko dediščino. Geografski položaj Indonezije pomeni prehod med kulturo azijske hindu-budistične arhitekture in animistično arhitekturo Oceanije. Indonezijski širok spekter ljudskih slogov je zapuščina avstronezijske arhitekturne tradicije, za katero so značilna lesena kolišča, visoke strehe in podaljšani strešni grebeni. Templji Jave pa po drugi strani delijo indijske hindu-budistične prednike, značilne za jugovzhodno Azijo; čeprav so avtohtoni vplivi privedli do oblikovanja izrazito indonezijskega sloga monumentalne arhitekture. Postopno širjenje islama skozi regijo od 12. stoletja dalje je ustvarjalo islamsko arhitekturo, ki izdaja mešanico lokalnih in eksotičnih elementov. Prihod evropskih trgovcev, zlasti nizozemskih, kaže vključitev številnih indonezijskih značilnosti v arhitekturo domače Nizozemske, da bi nastala eklektična sinteza vzhodnih in zahodnih oblik, ki so se pojavile v začetku 18. stoletju v indijskem slogu in sodobnem novoindijskem slogu. V letih, ki so sledila neodvisnosti, so indonezijski arhitekti prevzeli modernistično agendo, ki se je pojavila v arhitekturi 1970-ih in 1980-ih.

## Arhitektura Oceanije
Večino oceanskih stavb sestavljajo kolibe iz lesa in drugih rastlinskih materialov. Umetnost in arhitektura sta bili pogosto tesno povezani - na primer, skladišča in hiše za sestanke so pogosto okrašene z izdelanimi rezbarijami - in so predstavljene skupaj v tem članku. Arhitektura pacifiških otokov je bila raznolika in včasih velika v merah. Zgradbe so odražale strukturo in skrb družbe, ki so jih zgradile, s precejšnjimi simbolnimi podrobnostmi. Tehnično je bila večina stavb v Oceaniji le preprost sklop drogov, ki so jih držali skupaj s palicami; samo na Karolinskih otokih so bile znane kompleksne metode združevanja in vezanja.

## Vzhodna Azija

### Kitajska arhitektura
Kitajska arhitektura se nanaša na arhitekturni slog, ki se je v vzhodni Aziji oblikoval skozi več stoletij. To velja predvsem za Japonsko, Korejo, Vietnam in otočje Rjukju. Strukturna načela kitajske arhitekture so ostala večinoma nespremenjena, glavne spremembe so le dekorativni detajli. Od dinastije Tang je kitajska arhitektura močno vplivala na arhitekturne sloge Koreje, Vietnama in Japonske.
Od neolitske dobe Longšan kulture in bronaste dobe Erlitou kulture, obstajajo najzgodnejše utrjene zemeljske utrdbe z dokazi o leseni arhitekturi. Podzemne ruševine palače v Yinxu segajo v čas dinastije Šang (okoli 1600 – 1046 pr. n. št.). V zgodovinski Kitajski je bil arhitekturni poudarek na horizontalni osi, zlasti na konstrukciji težke ploščadi in velike strehe, ki plava nad to osnovo, pri čemer navpične stene niso tako poudarjene. To je v nasprotju z zahodno arhitekturo, ki raste po višini in globini. Kitajska arhitektura poudarja vizualni vpliv širine zgradb. Odstopanje od tega standarda je stolpna arhitektura kitajske tradicije, ki se je začela kot domača tradicija in na katero je na koncu vplivala budistična zgradba za nastanitev verskih sutr - stupa - ki je prišla iz Nepala. Starodavne kitajske grobnice predstavljajo večnadstropne stolpe in stražne stolpe, ki izvirajo iz dinastije Han (202 pr. n. št.  – 220 n. št.). Najstarejša budistična kitajska pagoda je Pagoda Songyue, 40 metrov visok krožni opečni stolp, zgrajen v provinci Henan leta 523. Od 6. stoletja dalje so kamnite strukture postale pogostejše, medtem ko so najstarejše iz kamnitih in opečnih lokov iz grobnic dinastije Han. Most Anji, zgrajen od 595 do 605, je najstarejši kamniti most na Kitajskem in najstarejši v celoti kamnit, z odprtimi spandreli in segmentnim lokom.
Poklic arhitekta, obrtnika in inženirja v predmoderni kitajski družbi ni bil tako cenjen kot učenjaki-birokrati, ki jih je v vlado pripravil sistem državnega izpita. Veliko znanja o zgodnji kitajski arhitekturi se je preneslo od mojstra na sina ali vajenca. Vendar pa je bilo na Kitajskem že nekaj zgodnjih razprav o arhitekturi z enciklopedičnimi informacijami, ki segajo v čas dinastije Han. Višina klasične kitajske arhitekturne tradicije v pisni obliki in ilustraciji najdemo v priročniku Yingzao Fashi, gradbenem priročniku, ki ga je leta 1100 napisal Li Jie (1065–1110) in je bil izdan leta 1103. V njem so številne in natančne ilustracije in diagrami za sestavljanje dvoran in gradbenih elementov ter razvrščanje tipov konstrukcij in gradbenih elementov.
Bilo je nekaj arhitekturnih značilnosti, ki so bile rezervirane izključno za zgradbe, ki so bile zgrajene za kitajskega cesarja. Primer je uporaba rumenih strešnikov; rumena barva je bila cesarska barva, rumene strešne ploščice še vedno krasijo večino stavb v prepovedanem mestu. Nebeški tempelj pa uporablja modre strešnike, da simbolizirajo nebo. Strehe so skoraj vedno podprte z nosilci, kar je značilno le za največje verske zgradbe. Leseni stebri stavb in površina zidov so rdeče barve.
Številne trenutne kitajske arhitekturne zasnove sledijo postmodernim in zahodnim slogom.

### Korejska arhitektura
Osnovna konstrukcijska oblika je bolj ali manj podobna vzhodnoazijskemu stavbnemu sistemu. S tehničnega vidika so stavbe strukturirane vertikalno in horizontalno. Konstrukcija se običajno dvigne iz kamnite osnove do ukrivljene strehe, pokrite s ploščicami, ki jo drži konstrukcija konzole in je podprta na stebrih; stene so narejene iz blatnih opek ali mešanice blata in slame ali včasih v celoti sestavljene iz premičnih lesenih vrat. Arhitektura je zgrajena po k'an enoti, razdalji med dvema stebroma (približno 3,7 metra) in je zasnovana tako, da med notranjostjo in zunanjostjo vedno obstaja prehodni prostor.
Konzola ali struktura nosilcev je specifičen arhitektonski element, ki je bil zasnovan na različne načine skozi čas. Če se je sistem preprostega nosilca že uporabljal pod kraljestvom Gogurja (37 pr. n. št. – 668 n. št.) - v palačah v Pjongjangu, na primer - je bila v zgodnjih letih izdelana ukrivljena različica z nosilci, nameščenimi samo na glavi zgradbe in je bila izdelana v zgodnji dinastiji Koryo  (918–1392). Dober primer je dvorana Amita v templju Pusok v Antongu. Kasneje (od srednjega obdobja Koryo do zgodnje dinastije Choson) je bil pod vplivom mongolske dinastije Yuan (1279–1368) razvit sistem z večkratnimi nosilci ali sistem z dvema stebroma. V tem sistemu so konzole nameščene tudi na prečne horizontalne nosilce. Seulska vrata Namdaemun, najpomembnejši korejski nacionalni zaklad, je morda najbolj simboličen primer te vrste strukture. V sredini obdobja Chosonov se je pojavila oblika krilatega nosilca (primer je Yongnyongjonova dvorana v templju Jongmyo, Seul), ki jo mnogi učenjaki razlagajo kot primer težkega konfucijskega vpliva v Joseon Koreji, ki je poudarjala preprostost in skromnost v takem svetišču. Samo v pomembnih stavbah, kot so palače ali včasih templji (npr. Tongdosa), so se še vedno uporabljali večvrstne nosilce. Konfucijanstvo je vodilo tudi k bolj treznim in enostavnim rešitvam.

### Japonska arhitektura
Japonska arhitektura ima tako dolgo zgodovino kot kateri koli drug vidik japonske kulture in kaže tudi številne pomembne razlike in vidike, ki so edinstveni za Japonsko.
Dve novi obliki arhitekture sta bili razviti v srednjeveški Japonski kot odgovor na militaristično vzdušje časa: grad, obrambna struktura, zgrajena za varovanje fevdalca in njegovih vojakov v težavah; in šoin, sprejemno dvorano in zasebno študijsko območje, zasnovano tako, da odraža odnose med gospodom in vazalom v fevdalni družbi.
Zaradi potrebe po ponovni izgradnji Japonske po drugi svetovni vojni vsebujejo velika japonska mesta številne primere sodobne arhitekture. Japonska je igrala pomembno vlogo pri oblikovanju sodobnega nebotičnika, saj je že dolgo poznana po načelu konzole, ki podpira težo težkih strešnikov. Med rekonstrukcijo so bile prilagojene nove ideje za urbanistično načrtovanje, ki temeljijo na načelu slojevitosti ali zapredka okrog notranjega prostora (oku), japonskega prostorskega koncepta, prilagojenega urbanim potrebam. Modernizem je v arhitekturi na Japonskem postal vse bolj priljubljen v 1950-ih.

## Predkolumbovska arhitektura

### Mezoameriška arhitektura
Mezoameriška arhitektura je niz arhitekturnih tradicij, ki so jih ustvarile predkolumbovske kulture in civilizacije Mezoamerike (kot so olmeške, Maji|majevske]] in azteške), tradicije, ki so najbolj znane v obliki javnih, obrednih in mestnih monumentalnih zgradb in struktur. Posebnosti mezoameriške arhitekture so številni regionalni in zgodovinski slogi, ki pa so precej medsebojno povezani. Ti slogi so se razvili v različnih fazah mezoameriške zgodovine kot posledica intenzivne kulturne izmenjave med različnimi kulturami v območju skozi tisočletja. Mezoameriška arhitektura je večinoma znana po svojih piramidah, ki so največje takšne strukture zunaj starega Egipta.

### Inkovska arhitektura
Inkovska arhitektura je sestavljena iz večjih gradbenih dosežkov, ki so jih razvili Inki. Inki so razvili obsežen cestni sistem, ki zajema večino zahodne dolžine celine. Inkovske mostove lahko obravnavamo kot prve viseče mostove na svetu. Inki niso poznali kolesa (bilo bi nepraktično za ta teren) ali konjev, zato so zgradili svoje ceste in mostove za promet pešcev in z lamami. Velik del današnje arhitekture v nekdanji inkovski prestolnici Cuzco kaže tako inkovske kot španske vplive. Slavno izgubljeno mesto Machu Picchu je najboljši ohranjen primer inkovske arhitekture. Druga pomembna lokacija je Ollantaytambo. Inki so bili prefinjeni kamnoseki, katerih kamni so bili tako natančno klesani, da niso uporabljali malte.

### Antična arhitektura Severne Amerike
Znotraj današnjih Združenih držav so Mississippijci [19] in Pueblo [20] ustvarili pomembno javno arhitekturo. Kultura v Mississippi je bila ljudstvo znano po gradnji velikih zemeljskih nasipnih ploščadi.
Nepopolne zgradbe, ki so bile pogosto arhitekturno edinstvene od regije do regije, še danes vplivajo na ameriško arhitekturo. V svojem povzetku Svet tekstilij (The World of Textiles), Tusharja Ghosha iz Severne Karoline, ponazarja en primer: streha mednarodnega letališča Denver ima strukturo tkanine, na katero so vplivale in / ali spominjajo tipične lokalne kulture. V pisanju o Evergreen State College, Lloyd Vaughn navaja primer zelo drugačne domače arhitekture, ki je prav tako vplivala na sodobno gradnjo: program Native American Studies je nastanjen v sodobni dolgi hiši, ki izhaja iz predkolumbovske arhitekture serverovzhodnega Pacifika.

## Evropa do leta 1400

### Srednjeveška arhitektura
Ohranjeni primeri srednjeveške sekularne arhitekture so služili predvsem obrambi. Gradovi in utrjena obzidja predstavljajo najbolj opazne nereligiozne primere srednjeveške arhitekture. Okna so pridobila križno obliko ne le za dekorativne namene: zagotovljala so popolno prileganje za samostrelce, da bi varno streljali na napadalce iz notranjosti. Obzidja so nudila zaščito strelcem.

#### Predromanska arhitektura
Zahodnoevropsko arhitekturo v zgodnjem srednjem veku lahko razdelimo v zgodnjekrščansko in predromansko, vključno z merovinško, karolinško, otonsko in asturijsko. Čeprav so ti pojmi problematični, so kljub temu dovolj ustrezni kot vstop v obdobje. Premisleki, ki vstopajo v zgodovino vsakega obdobja, vključujejo Trachtenberške "zgodovinske" in "moderne" elemente, italijanske proti severnim, španskim in bizantinskim elementom, zlasti verske in politične manevre med kralji, papeži in različnimi cerkvenimi uradniki.

#### Romanska arhitektura
Romanika, ki je bila v 11. in 12. stoletju prevladujoča v srednjeveški Evropi, je bila prvi vseevropski slog, odkar so rimsko cesarsko arhitekturo in primere našli na vseh delih celine. Izraz ni bil sodoben v umetnosti, ki jo opisuje, ampak izum modernih učenjakov, ki temelji na podobnosti rimske arhitekture v oblikah in materialih. Za romaniko je značilna uporaba okroglih ali rahlo zaokroženih lokov, banjastih obokov in križnih stebrov, ki podpirajo oboke.

#### Gotska arhitektura
Različni elementi gotske arhitekture so se pojavili v številnih gradbenih projektih v 11. in 12. stoletju, zlasti na območju Ill de France, vendar so bili prvič združeni v tisto, kar bi danes priznali kot izrazito gotski slog v opatijski cerkvi Saint-Denis v Saint-Denisu, v bližini Pariza iz 12. stoletja. Vetikalnost je poudarjena v gotski arhitekturi, ki ima skoraj skeletne kamnite strukture z velikimi stekli, razporejenimi v stenskih površinah, ki so podprte z zunanjimi oporniki, šiljastimi loki z ogive obliko, rebrastimi kamnitimi oboki, klastri stebrov, fialami in ostrimi koničastmi zvoniki. Okna vsebujejo lepe vitraje, ki prikazujejo zgodbe iz Svetega pisma in življenja svetnikov. Takšen napredek v oblikovanju je omogočil, da so se stolnice dvignile višje kot kdaj koli prej. Nastalo je nekaj medregionalnega tekmovanja, da bi zgradili čim višjo cerkev.

### Renesančna arhitektura
Renesansa se pogosto nanaša na italijansko renesanso, ki se je začela v 14. stoletju, vendar so novejše raziskave pokazale obstoj podobnih gibanj po Evropi pred 15. stoletjem; zato je izraz »zgodnje moderno« pridobil popularnost pri opisovanju tega kulturnega gibanja. To obdobje kulturnega preporoda se pogosto pripisuje obnovi znanja o klasičnih starinah in prevzemanju novih znanstvenih in filozofskih spoznanj, ki so hranila umetnost.
Razvoj iz srednjeveške arhitekture se je nanašal na način, kako je geometrija posredovala med neopredmetenostjo svetlobe in oprijemljivostjo materiala kot način povezovanja božjega stvarstva s smrtjo. Ta odnos je bil v določeni meri spremenjen z izumom perspektive, ki je skozi novo predstavo obzorja, ki se kaže v prostranstvu prostora, ki se je odprl v renesančni sliki, pomagal oblikovati novo humanistično miselnost, v sfero človeškega razumevanja.
Perspektiva je predstavljala novo razumevanje prostora kot univerzalnega, a priori dejstva, razumljenega in obvladljivega skozi človeški razum. Renesančne zgradbe torej kažejo drugačen občutek pojmovne jasnosti, kjer so prostore oblikovali tako, da jih je mogoče razumeti v celoti s specifičnega stališča. Moč perspektive, da univerzalno predstavlja resničnost, ni bila omejena na opisovanje izkušenj, temveč je tudi dovolila, da predvideva izkušnjo, tako da sliko vrne v resničnost.
Renesansa se je razširila v Francijo v poznem 15. stoletju, ko se je Karel VIII. Francoski leta 1496 vrnil z več italijanskimi umetniki, ko je osvojil Neapelj. Renesančni dvorci (chateaux) so bili zgrajeni v dolini Loare, najzgodnejši primer je bil Château d'Amboise, slog pa je postal prevladujoč pod Francom I. (1515—47). Château de Chambord je kombinacija gotske strukture in italijanskega ornamenta, slog, ki je napredoval pod arhitekti, kot je Sebastiano Serlio, ki se je ukvarjal po letu 1540 pri delu v palači Fontainebleau.
Arhitekti, kot sta Philibert Delorme, Androuet du Cerceau, Giacomo Vignola in Pierre Lescot, so bili navdihnjeni z novimi idejami. Jugozahodno notranjo fasado Cour Carree v Louvru v Parizu je zasnoval Lescot in z zunanjimi rezbarijami jo je okrasil Jean Goujon. Arhitektura je še naprej uspevala v času vladavine Henrika II. in Henrika III.
V Angliji je bil prvi velik izraz renesančne arhitekture Inigo Jones (1573–1652), ki je študiral arhitekturo v Italiji, kjer je bil vpliv Palladia zelo močan. Jones se je vrnil v Anglijo, poln navdušenja nad novim gibanjem in takoj začel oblikovati zgradbe, kot so Queen's House v Greenwichu leta 1616 in Banqueting House v Whitehallu tri leta kasneje. Ta dela so bila  s svojimi čistimi linijami in simetrijo revolucionarna v deželi, ki je bila še vedno navdušena nad okni s krogovičjem, cinami in stolpiči.

## Evropska in kolonialna arhitektura
Z vzponom različnih evropskih kolonialnih imperijev od 16. stoletja naprej do začetka 20. stoletja so bili novi slogovni trendi Evrope izvoženi ali sprejeti na lokacijah po svetu, pogosto pa so se razvili v nove regionalne različice.

### Baročna arhitektura
Obdobji manierizma in baroka, ki sta sledila renesansi, sta pokazala naraščajočo skrb glede pomena in upodobitve. Pomembni razvojni dosežki v znanosti in filozofiji so ločevali matematične podobe realnosti od ostale kulture, temeljito se je spremenil način, kako so ljudje povezani s svetom skozi arhitekturo. To je doseglo svoj najbolj ekstremni in okrašen razvoj v rokokoju.

### Vrnitev v klasicizem
V poznem 17. in 18. stoletju so se dela in teorije Andrea Palladia (iz 16. stoletja v Benetkah) ponovno razlagala in sprejela v Angliji, razširila pa so se z angleškim prevodom njegovega I Quattro Libri dell'Architettura in vzorčnih knjig, kot so Vitruvius Brittanicus Colena Campbella. Ta paladijevska arhitektura in stalne klasične podobe so nato vplivale na Thomasa Jeffersona in druge zgodnje arhitekte Združenih držav pri iskanju nove nacionalne arhitekture.
Do sredine 18. stoletja je bila značilna bolj omejena dekoracija in uporaba avtentičnih klasičnih oblik kot v baroku, o čemer je opozoril povečan obisk klasičnih ruševin v okviru Grand Tour, skupaj z izkopavanji Pompejev in Herkulaneja.
Slog zvezne arhitekture je ime klasicistične arhitekture, zgrajene v Severni Ameriki med okoli 1780 in 1830 in zlasti od 1785 do 1815. Ta slog deli svoje ime z zveznim obdobjem. Izraz se uporablja tudi v povezavi z oblikovanjem pohištva v Združenih državah istega časovnega obdobja. Slog na splošno ustreza klasicizmu srednjega razreda bidermajerskega sloga v nemško govorečih deželah, slogu Regency v Britaniji in slogu empir v Franciji.

### Obujanje preteklih slogov in orientalizem
"Kateri slog bomo zgradili?" - Heinrich Hübsch. 
V 19. stoletju je prevladoval širok spekter obujanja preteklih slogov, variacij in interpretacij. Sodobne sloge obujanja lahko povzamemo v noeklasični arhitekturi in včasih pod okriljem tradicionalne arhitekture.

### Beaux-Arts arhitektura
Arhitektura Beaux-Arts označuje akademski klasični arhitekturni slog, ki so ga poučevali na École des Beaux Arts v Parizu. Slog Beaux-Arts je predvsem kumulativni produkt dveh in pol stoletij poučevanja pod vodstvom prvega rodu Académie d'arhitekture, nato pa po revoluciji oddelka za arhitekturo Académie des Beaux-Arts. Organizacija v okviru Ancien Régime tekmovanja za Grand Prix de Rome v arhitekturi, ki je ponudila priložnost za študij v Rimu, je vtisnila svoje kodekse in estetiko na potek pouka, ki je dosegel vrh v drugem imperiju (1850–1870) in sledila v tretji republiki. Način poučevanja, ki je ustvaril arhitekturo Beaux-Arts, se je nadaljeval brez večje prenove do leta 1968.

### Art nouveau
Okoli leta 1900 so številni arhitekti po vsem svetu začeli razvijati nove arhitekturne rešitve za vključevanje tradicionalnih precedenčnih primerov z novimi družbenimi zahtevami in tehnološkimi možnostmi. Delo Victorja Horte in Henryja van de Veldeja v Bruslju, Antonija Gaudija v Barceloni, Otta Wagnerja na Dunaju in Charlesa Rennieja Mackintosha v Glasgowu je med drugim mogoče razumeti kot skupni boj med starim in novim.

### Zgodnja moderna arhitektura
Zgodnja moderna arhitektura se je začela s številnimi stavbnimi slogi s podobnimi značilnostmi, predvsem s poenostavitvijo oblike in odstranjevanjem ornamenta, in se je prvič pojavila okoli leta 1900. Do 1940-ih so se ti slogi precej utrdili in opredelili kot mednarodni slog.
Natančne značilnosti in izvori sodobne arhitekture so še vedno odprti za razlago in razpravo. Zdi se, da je bila pomemben sprožilec maksime, ki jo je sprožil arhitekt Louis Sullivan: »Oblika sledi funkciji«. Funkcionalizem je v arhitekturi načelo, da morajo arhitekti zasnovati stavbo, ki temelji na namenu te stavbe. Ta izjava je manj samoumevna, kot se je zdela prvič in je stvar zmede in polemike znotraj stroke, zlasti glede moderne arhitekture.

### Ekspresionistična arhitektura
Ekspresionistična arhitektura je bila arhitekturno gibanje, ki se je razvilo v severni Evropi v prvih desetletjih 20. stoletja vzporedno z ekspresionističnimi vizualnimi in scenskimi umetnostmi.
Za slog je značilno zgodnje moderistično sprejemanje novih materialov, formalne inovacije in zelo nenavadne mase, včasih navdihnjeno z naravnimi biomorfičnimi oblikami, včasih z novimi tehničnimi možnostmi, ki jih ponuja množična proizvodnja opeke, jekla in zlasti stekla. Mnogi ekspresionistični arhitekti so se borili v prvi svetovni vojni in njihove izkušnje, skupaj s političnimi pretresi in socialnimi prevrati, ki so sledili nemški revoluciji leta 1919, so povzročili utopični pogled in romantično socialistično agendo . Gospodarske razmere so močno omejile število naročil med letoma 1914 in sredino 1920-ih, kar je povzročilo, da so številne najpomembnejše ekspresionistične dejavnosti ostale kot projekti na papirju, kot sta Alpska arhitektura Bruna Tauta in Formspiels Hermana Finsterlina. Začasne razstavne stavbe so bile v tem obdobju številne in zelo pomembne. Scenografija za gledališče in filme je zagotovila še eno izhodišče za ekspresionistično domišljijo  in zagotovila dodatne prihodke za oblikovalce, ki so poskušali izpodbijati konvencije v ostrih gospodarskih razmerah.

### Art déco
Art déco slog v arhitekturi se je pojavil v Parizu tik pred prvo svetovno vojno s Théâtre des Champs-Élysées Augusta Perreta (1911-1913) in vile Majorelle Henrija Sauvaga (1913). Njuna revolucionarna uporaba armiranega betona, geometrijskih oblik, ravnih linij in dekorativne skulpture, ki so se nanašale na zunanjost stavbe v ploščah iz marmorja, keramike in štukature, kasneje pa iz nerjavečega jekla, so bili izhod iz art nouveauja. Slog je dosegel vrhunec v 1920-ih in 1930-ih in je dobil ime po mednarodni razstavi moderne industrijske in dekorativne umetnosti v Parizu leta 1925. Art déco je postal posebej priljubljen v Združenih državah v poznih 1920-ih, ko se je slog uporabljal za nebotičnike, vključno s stavbo Chryslerja (1930) in Empire State Buildingom (1931), in za razkošne palače za filme, vključno z Radio City Music Hallom (1932) v New Yorku in gledališčem Paramount v Oaklandu v Kaliforniji. V 1930-ih se je pojavila odstranjena različica Streamline Moderne, ki jo je navdihnila aerodinamična oblika oceanskih ladij, letal in vlakov. Art déco se je uporabljal za poslovne stavbe, vladne zgradbe, železniške postaje in kinodvorane po vsem svetu, vendar se je ob koncu desetletja hitro umaknil zaradi velike depresije in intenzivne kritike modernega arhitekta, kot je Le Corbusier, ki je obtožil njegov pretiran ornament. Do leta 1939 je bil slog v glavnem izven mode in ga je nadomestil bolj strog mednarodni slog .

### Mednarodni slog
Mednarodni slog je bil glavni arhitekturni trend 1920-ih in 1930-ih. Izraz se običajno nanaša na zgradbe in arhitekte formativnih desetletij modernizma pred drugo svetovno vojno. Izraz izvira iz imena knjige Henry-Russlla Hitchcocka in Philipa Johnsona, ki je opredelila, kategorizirala in razširila značilnosti, ki so skupne modernizmu po vsem svetu. Zato je bil poudarek bolj na slogovnih vidikih modernizma. Osnovna načela oblikovanja mednarodnega sloga so tako del modernizma.
Ideje modernizma so bile razvite zlasti v učenju nemške šole oblikovanja Bauhaus v Weimarju (od 1919), Dessau (med 1926–32) in nazadnje v Berlinu med letoma 1932–33, pod vodstvom prvega ustanovitelja Walterja Gropiusa, nato Hannesa. Meyer in končno Ludwiga Miesa van der Roheja. Modernistična teorija v arhitekturi je bila poskus, da bi se izognili vprašanju, v kakšnem slogu naj bi zgradili zgradbo, skrb, ki je zasenčila arhitekturo 19. stoletja in željo, da bi se oblika spremenila v najbolj minimalen izraz strukture in funkcije. V Združenih državah sta Philip Johnson in Henry-Russell Hitchcock ta nov pojav obravnavala leta 1931, kot da predstavlja nov slog - mednarodni slog, s čimer je napačno predstavil svoje glavno poslanstvo zgolj kot vprašanje odprave tradicionalnega ornamenta. Osrednje prizadevanje za uresničevanje moderne arhitekture kot abstraktnega, znanstvenega programa je bilo v Evropi bolj zvesto preneseno, vendar so vprašanja sloga vedno zasenčila njegove strožje in bolj puritanske cilje, nenazadnje v delu Le Corbusiera.

### Moderna arhitektura
Za moderno arhitekturo je značilna poenostavitev oblike in oblikovanje ornamenta iz strukture in teme zgradbe. Gre za izraz, ki se uporablja za splošno gibanje, saj se njegova natančna opredelitev in obseg močno razlikujeta . Sodobna arhitektura se nadaljuje v 21. stoletje kot sodoben slog, zlasti za poslovne stavbe. V širšem smislu se je moderna arhitektura začela na prelomu 20. stoletja s prizadevanji za uskladitev načel arhitekturnega oblikovanja s hitrim tehnološkim napredkom in posodobitvijo družbe. To bi bilo v obliki številnih gibanj, šol oblikovanja in arhitekturnih slogov, nekateri med seboj napetimi in pogosto enako nasprotujejo takšni klasifikaciji.

### Kritični regionalizem
Kritični regionalizem je pristop k arhitekturi, ki si prizadeva nasprotovati brezmejnosti in pomanjkanju pomena v moderni arhitekturi z uporabo kontekstualnih sil, ki dajejo občutek prostora in pomena. Izraz kritični regionalizem so najprej uporabili Alexander Tzonis in Liane Lefaivre, pozneje pa še Kenneth Frampton.
Frampton je predstavil svoje poglede v »K kritičnemu regionalizmu: šest točk arhitekture upora«. Spodbuja vprašanje Paula Ricœurja o »kako postati moderno in se vrniti k virom, kako oživiti staro, mirujočo civilizacijo in sodelovati v univerzalni civilizaciji«. Po mnenju Framptona bi moral kritični regionalizem kritično sprejeti moderno arhitekturo za svoje univerzalne progresivne lastnosti, hkrati pa bi moral ceniti odzive, ki so specifični za kontekst. Poudarek mora biti na topografiji, podnebju, svetlobi, tektonski obliki, ne pa na scenografiji in na otipnem smislu, namesto na vizualnem. Frampton iz fenomenologije črpa iz svojih argumentov.

### Postmoderna arhitektura
Postmoderna arhitektura je mednarodni slog, katerega prve primere navadno navajamo iz 1950-ih in še naprej vplivajo na današnjo arhitekturo. Postmodernost v arhitekturi je na splošno mišljena kot napoved vrnitve "duhovitosti, ornamenta in sklicevanja" na arhitekturo kot odziv na formalizem mednarodnega sloga modernizma. Tako kot pri mnogih kulturnih gibanjih lahko nekatere arhitekture postmodernizma najdemo v najbolj izrazitih in vidnih idejah. Funkcionalne in formalizirane oblike in prostore modernističnega gibanja nadomešča nepopravljivo raznolika estetika: slogi trčijo, oblika je sprejeta zaradi nje same in novi načini gledanja znanih slogov in prostora so v obilju.
Klasični primeri sodobne arhitekture so Lever House in zgradba Seagram v poslovnem prostoru ter arhitektura Franka Lloyda Wrighta ali gibanja Bauhaus v zasebnih ali skupnih prostorih. Prehodni primeri postmoderne arhitekture so stavba Portland v Portlandu in stavba Sony (New York) (prvotno zgradba AT&T) v New Yorku, ki si je izposodila elemente in reference iz preteklosti ter ponovno uvedla barvo in simboliko v arhitekturo. Odličen primer navdiha za postmoderno arhitekturo leži v Las Vegas Stripu, ki ga je Robert Venturi preučil v svoji knjigi Učenje iz Las Vegasa iz leta 1972, ki je častila navadno in skupno arhitekturo. Venturi je menil, da »Manj je dolgočasno« in obrača izrek Miesa Van Der Roheja »Manj je več«.
Po postmodernističnem gibanju se je uveljavila renesansa pred-modernističnih urbanističnih in arhitekturnih idealov, pri čemer sta novi urbanizem in nova klasična arhitektura izrazita gibanja.

### Dekonstruktivistična arhitektura
Dekonstruktivizem v arhitekturi je razvoj postmoderne arhitekture, ki se je začel v poznih 1980-ih. Zanj so značilne ideje razdrobljenosti, nelinearni procesi oblikovanja, zanimanje za manipuliranje idej površine ali kože strukture in navidezna neevklidska geometrija , (tj. nepravilne oblike), ki izkrivljajo in dislocirajo nekatere elemente arhitekture, kot sta struktura in ovojnica. Končni vizualni videz stavb, ki kažejo številne dekonstruktivistične "sloge" je zaznamovan s spodbujanjem nepredvidljivosti in nadzorovanim kaosom.
Med pomembne dogodke v zgodovini dekonstruktivističnega gibanja spada tudi arhitekturni natečaj Parc de la Villette iz leta 1982 (zlasti vpis Jacquesa Derrida in Petra Eisenmana  ter zmagovalni vstop Bernarda Tschumija), razstava Dekonstruktivistična arhitektura v Muzeju moderne umetnosti leta 1988 v New Yorku, ki so ga organizirali Philip Johnson in Mark Wigley, ter otvoritev Wexnerjevega centra za umetnost v Columbusu, ki ga je oblikoval Peter Eisenman. Na razstavi v New Yorku so sodelovali Frank Gehry, Daniel Libeskind, Rem Koolhaas, Peter Eisenman, Zaha Hadid, Coop Himmelblau in Bernard Tschumi. Od razstave se je veliko arhitektov, ki so bili povezani z dekonstruktivizmom, oddaljilo od izraza. Kljub temu je izraz zajel in se je dejansko začel ukvarjati s splošnim trendom v sodobni arhitekturi.

## Arhitektura v 21. stoletju
21. januarja 2013 so arhitekti pričeli s pripravami na izgradnjo prve 3D-tiskane stavbe na svetu. 3D tiskalnik v industrijskem merilu je uporabljal umetni marmor visoke trdnosti. [30] Podjetja po vsem svetu imajo 3D-natisnjene številne zgradbe, za dokončanje katerih je potrebnih le nekaj ur. 3D-tiskane stavbe so se izkazale kot praktične, stroškovno učinkovite in okolju prijazne. Tehnologija se širi na druge okvire.
Trajnostna arhitektura je pomembna tema sodobne arhitekture, vključno s trendi novega urbanizma, nove klasične arhitekture in eko-mest.